# Conan (игра, 2007)
Conan — видеоигра в жанре action-adventure, созданная в 2007 году. Главным героем является Конан-варвар, персонаж литературных произведений Роберта Говарда. Издательством игры, предназначенной для платформ Xbox 360 и PlayStation 3, занималась компания THQ. Компания-создатель Nihilistic Software, будучи вдохновлённой играми God of War и Ninja Gaiden, при создании игры включила в неё большое количество крови.
Главный герой отправляется в путешествие, чтобы найти свои потерянные доспехи и уничтожить злого волшебника. Конан может сражаться, держа в руках меч и щит, двуручное оружие, либо взять по одному оружию в каждую руку. Владея в начале игры всего лишь несколькими основными боевыми приёмами, варвар после убийства противников получает очки опыта, что даёт игроку возможность получить доступ к новым атакам и улучшить боевые навыки героя. В арсенале Конана также присутствует магия, благодаря которой он может, например, обращать врагов в камень или вызывать огненные вихри. В определённых моментах игры действует система Quick Time Events, где игроку необходимо набрать определённую последовательность отображаемых на экране кнопок, чтобы завершить действие, например, чтобы убить могущественного противника или совершить действие с предметом окружающей среды.
Критики положительно оценили боевую систему и кровавые убийства, однако отметили, что игра не дотянула до уровня God of War. Относительно самой игры реакции критиков варьировались; некоторые поощряли внедрение в игру иллюстраций Фрэнка Фразетты, а другие сочли игру однообразной и с низким разрешением экрана. Актёр Рон Перлман одновременно и положительно и отрицательно отозвался о своей работе по озвучиванию игры. Композитор Майк Риган за создание музыки к игре заслужил общественное одобрение и позднее участвовал в исполнении саундтрека на шоу Video Games Live. Несмотря на преимущественно положительные отзывы и коммерческий успех франшизы вселенной Конана, игра имела низкий уровень продаж и стала убыточной для THQ.

## Геймплей
Игрок управляет варваром Конаном с видом от третьего лица и продвигается по игровому миру, поделённому на уровни. Геймплей на всех уровнях одинаков — Конан двигается из одной области в другую, сражается с группой врагов, пока не дойдёт до конца уровня. В конце некоторых уровней герою предстоит сразиться с могущественным боссом. Уничтожение босса происходит в два этапа: игрок должен нанести врагу большой урон, а затем нажать на кнопки в определённой последовательности, чтобы убить босса. В большинстве случаев требуется осуществить несколько циклов. Помимо боевого назначения, последовательности кнопок также используются, чтобы взаимодействовать с окружающими предметами, например, чтобы расчистить путь от барьеров, либо перепрыгивать с уступа на уступ во время карабканья по стенам. Игрок может сохранить игровой прогресс, используя специальные камни, которые разбросаны по игре.
Конан начинает каждый уровень с одним мечом, а в процессе прохождения может подбирать щиты и другое оружие. Герою доступны три стиля атаки: бой одноручным оружием, бой двуручным оружием или бой с оружием в каждой руке. Для каждого стиля предусмотрены несколько специальных атак с названиями по типу «Cimmerian Charge» (Натиск киммерийца) и «Black River Rage» (Ярость чёрной реки). Герой может продолжить или прекратить атаку в любой момент, что даёт игроку многие варианты возможных атак. При успешном проведении определённой комбинации ударов Конан переходит в режим «Song of Death» (Песня смерти), который на короткий период времени даёт прирост к наносимому урону. Конан также может парировать вражеские атаки или блокировать их. Если игрок нажмёт кнопку блока точно в тот момент, когда враг был готов ударить варвара, на экране появится изображение кнопки контроллера. Удачное нажатие этой кнопки в нужный момент приведёт к тому, что Конан проведёт кровавую контратаку и убьёт противника сразу. Врагов можно убивать и другими способами, например поднять и кинуть противника в сторону другого объекта (копья, скалы, другие враги).
В дополнение к физическим атакам, Конан может использовать магию. Магические силы будут доступны на поздних стадиях игры, и с их помощью герой сможет обращать врагов в камень, вызывать огонь с небес или призывать стаю воронов. Магические атаки способны очень быстро уничтожить врагов, однако их использование ограничено числом доступных очков магии. Когда враг убит, герой получает от него энергию рун разного цвета, отвечающих за определённые параметры. Красные руны дают очки опыта, позволяющие улучшить атаки. Зелёные руны восстанавливают здоровье, а синие восстанавливают магию. Герой также может получать руны, разбивая контейнеры или освобождая пленниц.

## Сюжет и сеттинг
Действие игры происходит в вымышленном мире Хайбория, созданном Робертом Говардом для цикла произведений о Конане Киммерийце. Nihilistic Software, компания-создатель, для осуществления связи с литературным миром произведений о Конане включила в игру несколько локаций Хайбории: Куш, Стигию и острова Барачан. Хайбория была создана как фэнтэзи-версия планеты Земля в период 10 000 до н.э. Одни цивилизации находились на стадии развития каменного века, а другие уже достигли железного века. Nihilistic изобразила поля Куша (прототип Африки) в виде саванны, населённой деревнями с соломенными хижинами. Стигия была изображена как земля, наполненная строениями, напоминающими древнеегипетские гробницы. А острова Барачан в игровом мире наполнены пышными джунглями.

### Персонажи
Конан является протагонистом многих произведений Говарда: франшиза Конана основывается именно на этом герое, а рисунки Фрэнка Фразетты ещё сильнее закрепили образ варвара в поп-культуре. Говард представил своего героя как сильного, умного, и в то же время грубого и амбициозного человека, живущего в примитивном мире магии. Истории Говарда несложны, обычно в них Конан с удалью преодолевает все преграды на своём пути и уничтожает своих врагов. Компания Nihilistic первоначально намеревалась придерживаться литературного мира, но авторы сценария пошли на некоторое отклонение, изобразив Конана способным использовать магию — в литературе Конан совершенно не приемлет магии. Компания Nihilistic пояснила своё решение — варвар получил магические способности благодаря своим магическим доспехам, которые он намеревается вернуть в прежний вид.
Физические данные игрового героя остались неизменными. Как и в оригинальных историях, игрок может убивать врагов в достаточно жестокой манере — расчленять и потрошить их. Nihilistic хотела показать, что жестокие убийства являются для Конана чем-то абсолютно естественным. Создание движений Конана было основано на нескольких источниках, преимущественно на произведениях Фразетты — аниматоры заимствовали несколько поз Конана прямо из рисунков. Движения также были взяты из анимационного фильма Тарзан, и из фильмов Троя и Онг Бак. Имена нескольких боевых приёмов, таких как «Gwahlur's Leap», «Bel's Gambit» и «Camel Punch», основаны на именах и событиях из историй и фильмов о Конане. Чтобы привлечь к игре дополнительное внимание, компания THQ в качестве актёра озвучивания наняла Рона Перлмана, получившего премию Золотой глобус.
Типичным моментом историй Говарда является то, что главный герой иногда вынужден был спасать оказавшихся в беде женщин, некоторые из которых оказывались сильными и бесстрашными и в критические моменты спасали главного героя. Именно в таком стиле Nihilistic изобразила А'канну — королева воинов и Конан неплохо дополняют друг друга в нескольких частях игры. И в то же время в игровых уровнях встречаются обнажённые, скованные цепями женщины, в случае освобождения которых игрок получает красные руны. Это введение характерно только для игры, так как компания-разработчик была уверена, что оно соответствует и оригинальным произведениям.

### История
В основу сюжета игры легла история Говарда под названием Королева чёрного побережья. В ней Конан влюбляется в королеву пиратов Белит. Ближе к концу истории демон убивает Белит, и Конан решает отомстить. Но демон оказывается сильнее Конана и почти уже убивает его, как неожиданно появляется дух Белит и помогает Конану уничтожить монстра. В игре в роли Белит выступает А'канна. Повествование в игре ведётся по принципу историй у костра; в начале и конце каждого уровня пожилая А'канна ведёт повествование, сопровождающееся статическим изображением или анимацией на движке игры.
История начинается на островах Парад, где Конан расхищает гробницу. Но вместо сокровищ он находит и невольно освобождает волшебника Грейвена, заключённого за свои преступления в магическую тюрьму. Колдун вместо благодарности накладывает заклятье на доспехи Конана, разбросав их части по всему миру, а героя переносит в другое место. Поклявшись восстановить доспехи, Конан при попытке прорваться через логово пиратов встречает А'канну. Объединившись с варваром в его поисках, королева воинов надеется при помощи магии остановить проклятье, заставившее её подручных убивать друг друга. В своём путешествии героям предстоит пройти через многие места и встретиться с ужасными чудовищами-боссами: драконом, мамонтом-демоном и кракеном и прочими. В процессе игры будут происходить флешбэки, рассказывающие о том, как и за что Грейвен был заточён богами в темницу, как он собирался принести в жертву свою дочь А'канну и как создал Чёрную Смерть, чтобы изменить мир по своему вкусу.
На последнем уровне Конан находит последнюю часть своих доспехов и возвращается на остров Парад, чтобы освободить А'канну от её отца. После долгого поединка Конан сбрасывает колдуна на дно океана. Поражение Грейвена позволяет освободиться богам, которых он запер, а те возвращают его к жизни для вечного наказания. В конце истории Конан и королева воинов расстаются. Конан отправляется дальше, чтобы исполнить свою судьбу и стать королём. А'канна не забывает о Конане и позднее, уже в пожилом возрасте, рассказывает детям истории о его приключениях.

## Разработка
В 2005 году компания THQ приобрела права на распространение видеоигр о Конане и мире Хайбории. Эта новость привлекла внимание компании Nihilistic Software, которая только что закончила создание игры Marvel Nemesis: Rise of the Imperfects. Компания-разработчик решила создать игру в жанре экшн, схожую с God of War, и в качестве сеттинга выбрала мир Конана. Команда разработчиков быстро сконструировала прототип игрового мира и продемонстрировала его THQ. Проект был утверждён. Nihilistic официально анонсировала, что игра выйдет 26 февраля 2007 года.
Nihilistic решила создать игру Conan, учтя все особенности жанра экшн. От игры God of War был заимствован режим камеры, а игра Ninja Gaiden послужила хорошим примером для создания боевой системы. Разработчики намеревались разработать аналог боевой системы Ninja Gaiden, создав множество атакующих приёмов, а равно включив в игру реакцию героя на действия врагов. В дополнение к этому Nihilistic создала игру таким образом, что с каждым уровнем частота схваток и их сложность возрастают.
Игра разрабатывалась для игровых приставок Xbox 360 и PlayStation 3. Несмотря на большую техническую разницу между этими двумя консолями, разработчики создали продукт, корректно работающий на обеих приставках. Игра Conan первоначально планировалась к выпуску в начале 2008 года, но в продажу вышла во второй половине 2007 года из-за внутренних проблем в компании THQ. После того, как игра вышла в Европе, Nihilistic создала демонстрационные версии игры, доступные для скачивания на сервисах Xbox Live и PlayStation Network.

### Визуальный стиль
Своим внешним видом и Конан и мир Хайбории во многом обязаны масляным рисункам Фрэнка Фразетты. В то время как авторы сценария из Nihilistic пытались создать игровой сюжет на основе произведений Говарда, художники воссоздавали художественных стиль Фразетты в виде цифровой графики. Разработчики не старались изобразить каждый игровой объект максимально реалистичным, они создавали модели, основанные преимущественно на их личном восприятии того, как должен выглядеть тот или иной объект. Художники использовали технологии видеографики, такие как «normal mapping», чтобы сделать текстуры более размытыми. Эта технология заметна на горных локациях в игре. Модели персонажей были очерчены светлыми красками, что создавало лёгкое смешение объектов, а задние планы были обрисованы в стиле масляных картин. Для игры также были созданы эффекты тумана, что соответствовало использованию Фразеттой в своих картинах теней в центральной области. Чтобы привести игру к окончательному виду, художники прибегли к использованию тёмной цветовой палитры, что в сочетании с имевшими место кровью и наготой представило игру в более серьёзном настрое.

### Музыка
Для создания музыки к игре Conan компанией THQ был привлечён композитор Майк Риган, известный благодаря своим работам в играх Darkwatch и God of War. Поначалу он планировал создать простые, но в то же время запоминающиеся мелодии, и для этого он прослушал музыкальные композиции Бэзила Поледуриса из фильма Конан-варвар. Во время создания образцов музыки к игре он одновременно работал и над другими проектами: музыкой для балета Весна священная композитора Игоря Стравинского и оркестровой музыкой Бернарда Херрмана из фильма Седьмое путешествие Синдбада. Каждую неделю персонал Nihilistic и Риган обменивались созданными материалами. Чтобы лучше понять, как можно применить звуки барабана для столь кровавого и жестокого игрового сюжета, Риган брал уроки у музыкантов-клавишников: Дэнни Сайвелла из группы Wings, Эмиля Ричардса и Майкла Даффи. После создания готового мастер-диска Риган в октябре 2007 года исполнил музыку из игры на фестивале Video Games Live в Лос-Анджелесе.

## Отзывы и критика
| Сводный рейтинг    | Сводный рейтинг                 | Сводный рейтинг |
| Издание            | Оценка                          | Оценка          |
| Издание            | PS3                             | Xbox 360        |
| ------------------ | ------------------------------- | --------------- |
| GameRankings       | 69,80 %                         | 70,39 %         |
| Иноязычные издания |                                 |                 |
| Издание            | Оценка                          | Оценка          |
| Издание            | PS3                             | Xbox 360        |
| 1UP.com            | C+                              | N/A             |
| Eurogamer          | N/A                             | 7,0 / 10        |
| GameSpot           | 7,5 / 10                        | N/A             |
| GameSpy            | N/A                             | 3,5 / 5         |
| IGN                | 6,7 (Великобритания — 7,5) / 10 | N/A             |
| Xbox World 360     | N/A                             | 7,4 / 10        |

Игра Conan получила одобрительные отзывы от критиков. В 2008 году на сайтах Metacritic и GameRankings было размещено около 80 обзоров, а общая оценка игры этими сайтами составила 69 баллов из 100 и 70% соответственно. Многие критики согласились с тем, что основным преимуществом игры является боевая система. Они отметили лёгкую для запоминания систему управления, разнообразие навыков, а основной особенностью назвали зверские убийства главным героем своих врагов. На TeamXbox говорилось, что боевая система «распускается невероятно широким набором возможностей, которые наградят игрока за нажатие правых кнопок в нужный момент». Барабанные мелодии, сопровождающие действие, также были отмечены критиками как преимущество.
Критики жаловались на то, что в игре Conan многие элементы заимствованы из God of War. На Game Informer отмечалось что эта имитация другой игры портит геймплей. Некоторые обозреватели, однако, сочли эту деталь простительной и отметили, что игра была сделана просто для развлечения, а не для завоевания высокого мнения. Критическим отзывам подверглась система камеры, по мнению критиков не обеспечивающая приемлемый обзор ситуации в особо важные моменты в игре. Отмечалось, что головоломки в игре слишком просты. Искусственный интеллект был обозначен некоторыми критиками как предсказуемый и недоработанный. В дополнение ко всему прочему критики сочли последнюю схватку с Грейвеном долгой и нудной. Назвав бой «таким же мучительным, как поход к врачу», IGN и Game Informer обозначили этот эпизод как один из худших боёв с боссами во всей истории компьютерных игр.
Мнения критиков разошлись относительно трёх аспектов игры: озвучивание, художественный стиль и соответствие произведениям Говарда. Рон Перлман заслужил одобрение за озвучивание в игре — его серьёзный голос подходил под игровые диалоги, однако в то же время он получил и неодобрительные отзывы за то, что его голос не звучал как варварский. Критиками было одобрено воссоздание в игре рисунков в стиле Фразетты, хотя некоторые из них говорили, что графика состоит из однообразных, пикселизованных при увеличении элементов. И хотя анимация была обозначена как гладкая и яркая, отсутствие разнообразия среди моделей противников также было раскритиковано. Некоторые критики похвалили компанию Nihilistic за имитацию атмосферы историй Говарда, в то время, как решение о том, что Конан сможет использовать магию, на сайте IGN было названо «грубой ошибкой». Иное мнение, согласно которому сюжет во многом соответствует книгам, было высказано на G4techTV Canada. Рей Халинг из журнала The Escapist сказал, что разработчики неправильно поняли отношение к Конану со стороны широкой публики. По мнению журналиста, Nihilistic применила характеристики произведений о Конане для поверхностных целей, и, полностью скопировав игровую механику из другой игры без каких-либо корректив, создала видимость того, что эта игра имеет отношение к историям Говарда.
Несмотря на преимущественно положительные отзывы и успех франшизы Говарда, игра Conan не имела коммерческого успеха. Продажи были низкими и не окупили вложений THQ. Компания-издатель публично объявила о том, что такое положение способствует возникновению у неё убытков в размере около 20 000 000 долларов на 2008 год. Из-за большого количества жестокости Национальным институтом средств массовой информации и семьи игра была помещена в список игр, которые настоятельно не рекомендуется покупать детям. Возрастной рейтинг, данный игре организацией Entertainment Software Rating Board привлёк к игре внимание властей в Калифорнии. Принятый в 2005 году закон штата предлагал урегулировать продажи подобных игр. В 2007 году в связи с правовым решением в игровой индустрии закон приостановил своё действие, однако губернатор Калифорнии Арнольд Шварценеггер, игравший Конана в фильме 1982 года, обжаловал это решение, считая, что игры с подобным уровнем жестокости должны продаваться только лицам старше 17 лет. 20 февраля 2009 года его обжалование было отклонено судом, который счёл, что подобное предложение противоречит Первой поправке к Конституции.